# 붉은 비둘기
《붉은 비둘기》(The Dove)는 미국에서 제작된 롤랜드 웨스트 감독의 1927년 영화이다. 길버트 롤랜드 등이 주연으로 출연하였다.

## 출연

### 주연
- 길버트 롤랜드
- 에디 보든
- 해리 마이어스
- 마이클 바비치

## 기타
- 미술: 윌리엄 카메론 멘지스